# شويعرة لاشوكية
الشويعرة اللاشوكية أو الشويعرة الناعمة (بالإنجليزية: Smooth bromegrass) نوع نباتي يتبع جنس الشويعرة من الفصيلة النجيلية.

## الموطن والانتشار
الموطن الأصلي هذا النوع في أوروبا، ويزرع الآن في معظم أنحاء العالم كمحصول علفي.

## الوصف النباتي
ينمو النبات بشكل حزم وينتشر بالجذامير.